# Ivan Bohun
Ivan Bohun (ukránul: Іван Богун) (? – 1664. február 27.) legendás zaporozsjei kozák ezredes. Nevének jelentése sólyom. Először a Bohdan Hmelnickij vezette nagy felkeléskor tűnik fel. 1648 előtti élete kevéssé ismert.

## „A sólyom útja”
Annyi ismeretes, hogy Stanisław Kalinowski, király által kinevezett kozák hetman alatt katonáskodott. Szabadon járta az ukrán pusztákat és többször megfordult tatár területeken, valamint alkalomadtán Moldvában és az Oszmán Birodalom határvidékén. Ekkor feltehetőleg atamáni tisztségben állt.
Miután híre ment a lengyel nemesi hadak Korsunnál és Zsovtyi Vodinál elszenvedett vereségének, nyomban csatlakozott a hetmanhoz és a következő években merész támadásairól és kegyetlenségeiről lett hírhedt az ellenség körében. Hmelnickijtől lovaskapitányi és boncsokos atamáni rangot kapott vitézségéért.
Rendre aratta győzelmeit és jelen volt több nagy csatában, mint a pilawcei, a beresztecskói, a batohi, vagy a zwanieci ütközetekben és Zbarazs ostrománál.
A zborovi béke során követően, mikor 1651-ben újabb harcok törtek ki ismét háborúba ment és a vinnicjai csatában legyőzte a lengyeleket. A beresztecskói ütközetben viszont a kozák–ukrán–tatár seregek nagy vereséget szenvedtek a lengyel-litván hadaktól.
A krímiek cserben hagyták a kozák–paraszt sereget, amely kénytelen volt szekérvárba zárkózva harcolni. A tatár kán elhurcolta Hmelnickijt, s helyét Filon Dziedziela ezredes vette át, aki megpróbált egyezségre jutni a lengyelekkel. A szics elöljárói aztán Bohunt helyezték a kozákok élére aki vakon, elszántan és ostobán folytatta az eszeveszett vérontást és belefogott a hadsereg erejét meghaladó folyóvédelmi és töltésépítési feladatokba. Azt tervezte, hogy a Pleszowán hidat verve kivezeti a hadakat, megkerülve a lengyel-litván erőket, aztán hátba támadja őket és akkor talán sikerül megsemmisíteni II. János Kázmér és a többi főúr erőit.
Terve véres kudarcba fulladt: miután egy kis sereggel elindult, hogy elkergesse a Adam Kisiel braclawi vajda tüzérségét, aki a tábor hátában állandóan rombolta a hidat, az a hír terjedt el a parasztkatonák körében, hogy a főemberek meg akarnak szökni és a kozákokkal eszeveszett rohanásba kezdtek. Bohun gyorsan visszavágtatott, remélve, hogy helyreállíthatja még a rendet, de a menekülők áradata elsodorta és majdnem belefúlt a mocsárba. Sokan megfulladtak, vagy a lengyeleknek estek áldozatul.
Bohun a következő években is a kozák seregek élén állt és folytatta harcát a lengyel nemesi hadak ellen, akikhez szövetségül a tatár kán is elszegődött.
Henryk Sienkiewicz Tűzzel-vassal című regényének egyik hőse. Az író regényében egy csodaszép romantikus történetet talált ki Bohunról, mely szerint azért lett búskomor és kegyetlen, mert szerelme, Helena nem őt, hanem egy lengyel vitézt választott férjéül. Gonosz, szívtelen, de mégis rokonszenves alakká válik Sienkiewicz tolla nyomán, s egyszer csak azt veszi észre az olvasó, hogy érte aggódik, s ugyanakkor a szabadság és megzabolázhatatlanság jelképe, akit azonban mégis rabul ejt valami rejtélyes és baljós vonzerő, amit úgy hívnak szerelem.
Nyugat-Ukrajnában önálló államisággal felérő hatalmat [forrás?] épített ki, amelynek székhelyéül Lubniet, Jeremi Wiśniowiecki mágnás egykori lakóhelyét tette. 1663-ban Moszkva ellen is harcot kezdeményezett, majd a következő évben a lengyelek fogságba ejtették és kivégezték.

## Külső hivatkozások
- Henryk Sienkiewicz: Tűzzel-vassal

1. ↑  psb.1685.1